# إيفريت فريمان
إيفريت فريمان (2 فبراير 1911 - 24 يناير 1991)، كاتب سيناريو ومنتج أمريكي.

## روابط خارجية
إيفريت فريمان على موقع IMDb (الإنجليزية)
- إيفريت فريمان على موقع قاعدة بيانات الفيلم (الإنجليزية)